# Verdum

Cartierul Verdum

Verdum este un cartier din districtul 8, Nou Barris, al orasului Barcelona.